# 外王內帝
外王內帝，又稱內帝外臣，是古代漢字文化圈在國內自稱皇帝、對中國外交時自稱國王的双重體制。此體制在南越、西夏、大理、越南朝代以及日本都使用過，渤海、吴越（钱镠在位时）、南唐（958年—972年）、高丽（1275年前）虽然一般对内也称王，但存在类似的体制。

## 各國的外王內帝

### 南越
公元前214年，岭南百越之地纳入秦朝版图，不久后秦始皇去世，天下随即大乱，驻守岭南的秦朝官吏赵佗等图谋独立，便在公元前203年建立南越国。南越草创时尚未采用帝制，赵佗只称“南越武王”。汉高帝统一中原后，派陆贾册封赵佗为南越王。吕后临朝，汉与南越关系恶化，赵佗乃自称“南越武帝”，使用黄屋左纛，命令称制，与汉朝无异。汉文帝即位后派陆贾再次出使南越，责备赵佗自立为帝之事，赵佗上表谢罪，表示不再使用帝制。但史载“南越其居国窃如故号名，其使天子，称王朝命如诸侯”，可见南越国是最早采用外王內帝体制的国家。1983年在广州象岗山发掘的南越国第二代君主赵眜的陵墓中，出土了金印“文帝行玺”，可资证明。
到南越国第三代君主赵婴齐继位后，娶汉女邯郸樛氏为王后，并藏起先帝玉玺，在国内也自称国王。但据《太平寰宇记》记载，三国时吴王孙权曾派吕瑜发掘赵婴齐的陵墓，其中有皇帝信玺、皇帝行玺等金印，可知赵婴齐未必完全取消帝制。

### 大理
大理君主对内称皇帝（白语称骠信），使用自己的年号，与宋朝交往时称国王，宋太宗曾封大理皇帝为“云南八国都王”，宋徽宗则在政和七年（1117年）册封段正严为“金紫光禄大夫检校司空云南节度使上柱国大理国王”，但总体而言大理与宋朝官方交往非常稀少。蒙古征服大理以后，大理末代皇帝段兴智受封摩诃罗嵯（梵语“大王”），才终于取消帝制。

### 西夏
西夏君主在庆历和议后接受宋朝册封为夏国王，还接受辽、金的册封，但对内称皇帝（党项语称兀卒），使用庙号、年号。

### 越南
1174年，李朝的李英宗被南宋（中國）冊封為安南國王，與此同時在國內使用「大越」國號，自稱皇帝，文書也使用自己的年號。此後，越南人在陳朝時代通過抗擊元朝入侵，以及經歷了後來反抗明朝的短暫統治，越南逐漸形成了自己是與「北朝」（中國）相對、具有對等地位的文明國家「南朝」的自我意識形態。例如後黎朝的名臣阮廌在《平吳大誥》就提到：
|  | “蓋聞仁義之舉，要在安民，吊伐之師，莫先去暴。惟我大越之國，實為文獻之邦。山川之封域既殊，南北之風俗亦異。自趙、丁、李、陳之肇造我國，與漢、唐、宋、元而各帝一方，雖強弱時有不同，而豪傑世未嘗乏...” |

與此同時，越南人認為自己比暹羅（泰國）、占婆、哀牢（老撾）、真臘（柬埔寨）等國的文明程度高，並將他們視為藩屬，詳見小中華思想。以上的外交認識在阮朝的明命帝時代被體系化。越南自稱「南朝」，稱呼中國為「北朝」，越南君主與中國君主一樣使用「天子」、「皇帝」的稱號，接見除了中國以外的外國使節之時，皆使用「大南國大皇帝」的稱號。然而，對清朝則使用「越南國王」的頭銜並接受其冊封，向北京派遣使者充當國王的代理人，在中國皇帝面前行跪拜之禮。然而在國內發佈的文書中稱呼與中國的外交為「邦交」，暗示著平等的外交關係。

### 日本
日本古代在外交上也使用外王內帝的方針進行對外貿易。不過，歷史上天皇從未以「日本國王」為正式稱號，因為本來係中國對日本君主的稱呼。在14世紀明日貿易當中與之後，使用「日本國王」稱號的人並非天皇，而是實際掌握政權的幕府将军。

## 类似国家

### 渤海
大祚荣初建渤海国时自称震国王，后被唐朝册封为渤海郡王，但在国内采用帝制。六頂山古墓群中的貞惠、貞孝二公主墓誌銘中，稱呼父親大欽茂（渤海文王）為「皇上」，此為臣下對皇帝的稱謂。大欽茂亦自行使用年號，即位當年使用年號大興。774年改元寶曆，780年改回大興。

### 吴越
唐朝末年，钱镠在浙江地区保境安民，被封为吴王。朱温篡唐后，他拒绝罗隐的称帝北伐建议，而是接受后梁册封为吴越王，后晋升吴越国王，后又接受后唐册封。尽管他没有称帝，但一切仪制采取帝制，建元天宝、宝大、宝正，并册封新罗、渤海诸国。932年钱镠临终前嘱咐“子孙善事中国”，他的儿子钱元瓘（钱传瓘）继位后遵照父王遗命，取消了年号及帝制，但仍保留庙号。

### 南唐
937年李昪（徐知诰）代吴立齐，后以继承李唐自居，皆称皇帝。958年後周世宗南下，南唐不敌，李璟自去帝号与年号，但其余仍为帝制。961年，李煜继位，请求宋太祖特许给父王上庙号元宗。971年，取消“唐”国号和一切帝制，改称江南国主。

### 高麗
高麗在統一後三國之後，使用皇帝國的制度。高麗光宗在位期間，以首都開京為皇都，將西京升格為第二首都。在高麗的草創期，君主自稱朕，君主發佈的命令稱為詔書，臣下稱呼君主為陛下，君主之子稱太子，完全是皇帝國的面貌。此外，使用廟號和年號。但由於北方遼朝是重大威脅，為避免同宋朝在外交貿易上的摩擦，高麗對外向遼、宋、金等國都自稱國王。結果，高麗從宋朝輸入了先進文物，獲得了辽朝所赐的江東六州，在外交上取得實際利益。直到元朝入侵為止，此制度維持了三百多年。
成宗在位期間，將詔書改稱教書，基本的皇帝國體制發生變化。龜州大捷以後，高麗進入全盛期。然而，高麗中期以後，女真族的金朝崛起，專權的李資謙將對金朝的兄弟關係改為了君臣關係。後來蒙古入侵高麗，高麗經過數十年的抵抗，最終投降。元朝的公主同高麗的太子結婚，自此之後高麗成為了元朝的駙馬國。在元朝的干涉下，高麗君主的自稱降格為孤，臣下對君主呼稱降格為殿下，太子降格為世子。元朝又認為廟號中帶有「祖」、「宗」等字，其使用加以禁止，取而代之的是表示對元朝報以忠誠之心的帶有「忠」字的諡號。至此正式標誌著外王內帝體制的終結。